# Tijdemanova věta
V teorii čísel Tijdemanova věta říká, že existuje nanejvýš konečný počet po sobě jdoucích perfektních mocnin. Jinak řečeno, množina řešení v oboru celých čísel x, y, n, m exponenciální diofantické rovnice:
{\displaystyle y^{m}=x^{n}+1,\ }
pro exponenty n a m větší než jedna je konečná. 
Věta byla dokázána nizozemským matematikem Robertem Tijdemanem v roce 1976 a dala silný impuls k eventuálnímu sestavení důkazu Catalanovy věty Predou Mihăilescuem. Catalanova věta říká, že 8 a 9 jsou jediná po sobě jdoucí perfektní mocniny.
Tato sousedící čísla jsou základem Tijdemanova důkazu. Rozdíl 9 – 8 je 1. Pokud tuto jedničku nahradíme nějakým obecným k a následně otážeme-li se na počet řešení rovnice: 
{\displaystyle y^{m}=x^{n}+k\ }
s n a m větším než jedna dostaneme nevyřešený problém. Domněnka praví, že množina řešení této rovnice je konečná. Její konečnost souvisí s ABC domněnkou.